# Saarepeedi (ancienne commune)
La commune de Saarepeedi est une ancienne commune rurale située dans la région de Viljandi en Estonie. 
Après les élections municipales du 20 octobre 2013, la commune de Saarepeedi fusionne avec les communes de Paistu, Pärsti et de Viiratsi pour former la commune de Viljandi.

## Description
Elle s'étend sur 98,3 km2 et compte une population de 1 238 habitants(01/01/2012).  
La superficie de la commune est de 98,34 km2.

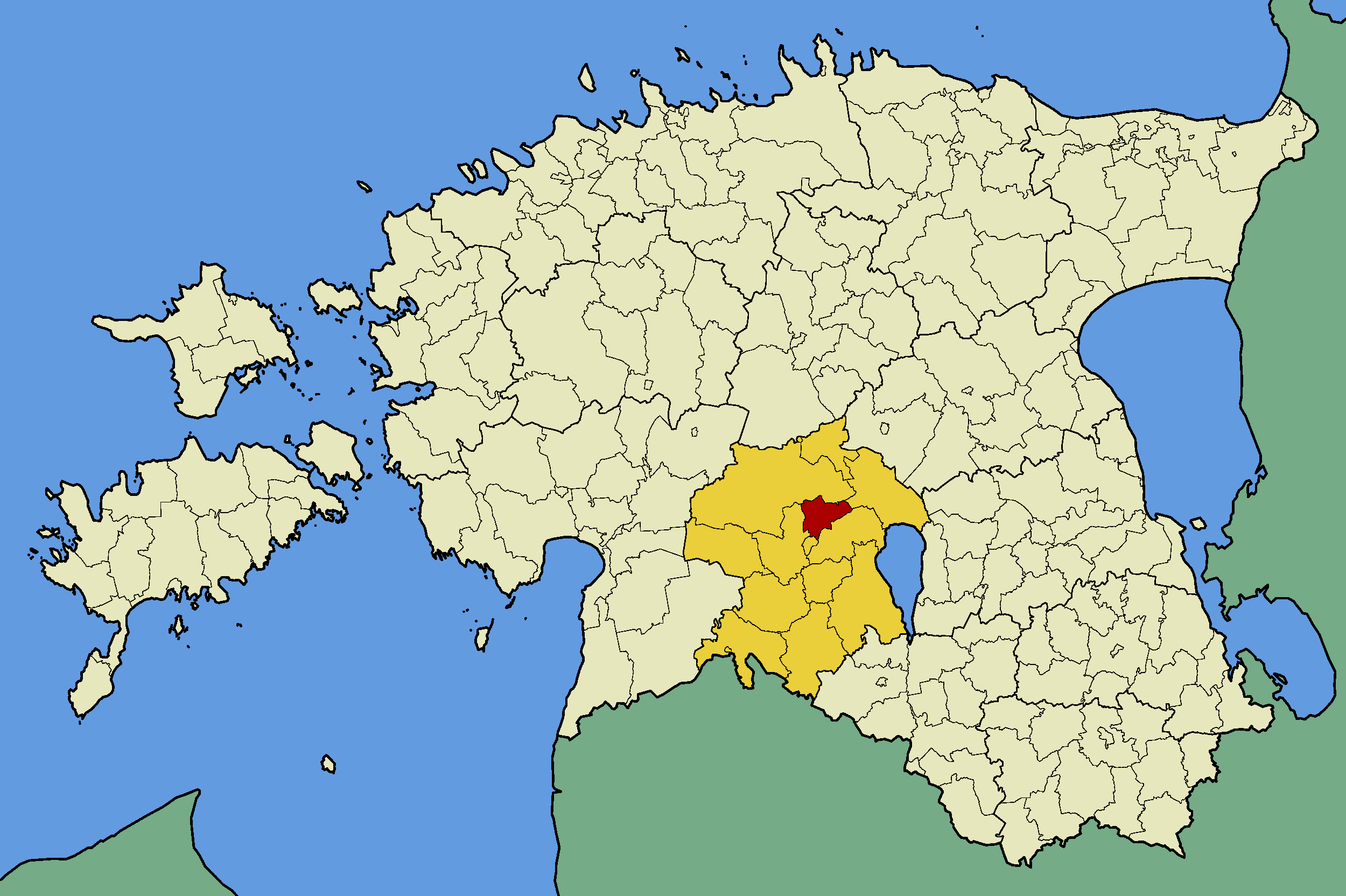
Commune de Saarepeedi (en rouge) dans le Viljandimaa (en jaune).

## Municipalités
Son chef-lieu administratif était le village de Saarepeedi.
La commune comprenait douze villages.

### Villages
Aindu, Auksi, Karula, Kokaviidika, Moori, Peetrimõisa, Saarepeedi, Taari, Tobraselja, Tõnissaare, Võistre, Välgita